# Walter Benjamin
Walter Bendix Schönflies Benjamin (tyska: [ˌvaltɐ ˈbɛnjamiːn]
 ( lyssna)), född 15 juli 1892 i Berlin, Tyskland, död 26 september 1940 i Portbou, Spanien, var en tysk filosof, litteraturvetare, konst- och kulturkritiker. I perioder hade han kontakt med och deltog i Frankfurtskolan. Benjamin var marxist såsom Bertolt Brecht förstod det samt influerades av Gershom Scholems studier av judisk mystik.

## Biografi
År 1912 inledde Benjamin studier i filosofi, germanistik och konsthistoria vid Freiburgs universitet. Han lärde känna bland andra diktaren Christoph Friedrich Heinle (född 1894). Efter första världskrigets utbrott 1914 begick Heinle självmord tillsammans med sin fästmö Friederike (Rika) Seligson (född 1891) som en protest mot kriget. Detta väckte bestörtning hos Benjamin; han författade 73 sonetter åt sin döde vän.
I Walter Benjamins filosofi blandas föreställningen att världen är skapad av Guds ord med marxism. Han har i grunden ett språkfilosofiskt betraktelsesätt på världen och ser en spänning mellan Guds heliga språk och människans vardagsspråk; det senare uppstod under syndafallet. Av central betydelse för Benjamin blir hur filosofin skulle kunna förklara världen på ett annat sätt än syndigt då bara vardagsspråket står till buds.
En av hans mest kända texter är Konstverket i reproduktionsåldern från 1936, som behandlar hur massreproducerade medier såsom fotografiet och filmen ersätter den, enligt honom borgerligt förknippade, konst vars värde är beroende av sin autentiska aura – konstformer såsom måleriet och skådespeleriet. 
Verk av Benjamin brändes på bokbålen runt om i Nazityskland 1933. Han tvingades gå i landsflykt på grund av sitt judiska ursprung och tillbringade tid i Paris, vilket bland annat resulterade i det så kallade Passagearbetet.
Manuset till hans bok Barndom i Berlin återfanns 1981 i Nationalbiblioteket i Paris, där Benjamin gömt undan det 1940 strax före sin flykt undan den tyska armén. Den utgavs 1987 med efterord av Theodor Adorno.
Även om omständigheterna kring hans död är oklara förmodas han ha begått självmord efter att hans sällskap stoppats i Portbou vid den fransk-spanska gränsen natten mellan den 26 och den 27 september 1940. Den 25 september hade Benjamin skrivit ett avskedsbrev till Theodor Adorno.

## Verk (urval)
- Försök till en kritik av våldet (Zur Kritik der Gewalt) (1921)
- Goethes Wahlverwandtschaften (1922)
- Ursprung des Deutschen Trauerspiels (1928)
- Einbahnstraße (1928)
- Konstverket i reproduktionsåldern (Das Kunstwerk im Zeitalter Seiner Technischen Reproduzierbarkeit) (1936)
- Berliner Kindheit um 1900 (1950, postumt; svensk nyutgåva 2017)
- Historiefilosofiska teser (Über den Begriff der Geschichte) (1939, postumt)
- Das Passagen-Werk (postumt utgivet, aldrig färdigställt)

## Översättningar till svenska
- Bild och dialektik: essayer (i urval och översättning av Carl-Henning Wijkmark) (Cavefors ; 1969)
- Essayer om Brecht (översättning: Carl-Henning Wijkmark) (Cavefors, 1971)
- "Översättarens uppgift" (översättning: Ulrika Wallenström). I tidskriften Janus, nr 26 (1983), s. 7-10
- Paris, 1800-talets huvudstad: passagearbetet (Das Passagen-Werk) (översättning: Ulf Peter Hallberg) (Symposion, 1990-1992)
- Barndom i Berlin kring 1900 (Berliner Kindheit um 1900) (översättning: Ulf Peter Hallberg) (Symposion, 1994; nyutgåva Spleen Books, 2017)
- Goethes "Valfrändskaperna" (Goethes Wahlverwandtschaften) (översättning: Carl-Henning Wijkmark) (Symposion, 1995)
- Enkelriktad gata (Einbahnstraße) (översättning: Ulf Peter Hallberg) (Symposion, 1996)
- "Översättarens uppgift" (översättning: Lars Bjurman). I: Med andra ord (Natur och kultur, 1998), s. [134]-146
- Språkfilosofiska texter (översättning: Lars Bjurman) (Daidalos, 2013)
- Begreppet konstkritik i den tyska romantiken (översättning: Nils Järvinen) (Opulens förlag, 2017)